# Marissa Ribisi
Marissa Ribisi (Los Angeles, 17 de Dezembro de 1974) é uma atriz estadunidense. É irmã gémea do ator Giovanni Ribisi.
É ex esposa do cantor Beck e tem 2 filhos do casamento que durou 15 anos com o cantor

## Filmografia parcial
- Lightfield's Home Videos (2006)
- Watching Ellie .... Veronica (2003)
- According to Spencer (2001) .... Wendy
- Lip Service (2001) (sem créditos)
- Don's Plum (2001) .... Tracy
- The Size of Watermelons (2000) .... Lizzie
- 100 Girls (2000) .... Dora
- Grown Ups .... Shari Hammel / ... (22 episódios, 1999-2000)
- True Crime (1999) .... Amy Wilson
- Tracey Takes On... .... Denise / ... (3 episódios, 1998-1999)
- Felicity .... Astrid (2 episódios, 1998)
- Pleasantville (1998) .... Kimmy
- Some Girl (1998) .... Claire
- The Patron Saint of Liars (1998) (TV) .... Angie
- Looking for Lola (1998) .... Babs
- Wild Horses (1998) .... Dakota
- Union Square .... Teresa (1 episódio, 1997)
- Changing Habits (1997) .... Erin
- Hollywood Confidential (1997) (TV) .... Zoey
- Dinner and Driving (1997) .... Jenise
- Friends .... Betsy (1 episódio, 1996)
- Encino Woman (1996) (TV) .... Fiona
- Out of Order (1 episódio, 1996)
- Not Again! (1996) .... Rita
- Kicking and Screaming (1995) .... Charlotte
- Cybill .... Annie (1 episódio, 1995)
- The Brady Bunch Movie (1995) .... Holly
- Reform School Girl (1994) (TV) .... Joanie Dubois
- Grace Under Fire .... Shelley Sullivan (1 episódio, 1994)
- Dazed and Confused (1993) .... Cynthia Dunn
- Tales of the City (1993) TV .... Recepcionista (episódios desconhecidos)
- DEA .... Wendy (1 episódio, 1991)
- Baywatch .... Paula (1 episódio, 1990)
- My Two Dads .... Ginger (1 episódio, 1988)